# Igor Sypniewski
Igor Sypniewski (Łódź, 1974. november 10. – Łódź, 2022. november 4.) válogatott lengyel labdarúgó, csatár.

## Pályafutása

### Klubcsapatban
1986-ban a PTC Pabianice korosztályos csapatában kezdte a labdarúgást. 1991 és 1995 között az ŁKS Łódź labdarúgója volt, közben 1992–93-ban az Orzeł Łódź csapatában szerepelt kölcsönben. 1995 és 1997 között a Ceramika Opoczno játékosa volt. 1997 és 2001 között Görögországban játszott. 1997–98-ban a Kavála, 1998 és 2001 között a Panathinaikósz, 2001-ben az ÓFI Kréta játékosa volt. 2001-ben hazatért és az RKS Radomsko, majd 2002-ben a Wisła Kraków labdarúgója volt. 2002-ben a görög Kalithéa, 2003-ban a svédHalmstads BK, 2004-ben a Malmö FF, majd a Trelleborgs csapatában szerepelt. 2005–06-ban ismét az ŁKS Łódź labdarúgója volt. Az aktív labdarúgást 2006-ban a svéd Bunkeflo IF együttesében fejezte be. A Wisła Kraków csapatával lengyelkupa-győztes, a Malmö FF együttesével svéd bajnok lett.

### A válogatottban
1999 és 2001 között két alkalommal szerepelt a lengyel válogatottban.

## Sikerei, díjai
Wisła Kraków
- Lengyel kupa
  - győztes: 2002

 Malmö FF
- Svéd bajnokság
  - bajnok: 2004

## Statisztika

### Mérkőzései a lengyel válogatottban
| Lengyelország | Lengyelország      | Lengyelország                       | Lengyelország | Lengyelország | Lengyelország | Lengyelország             | Lengyelország | Lengyelország |
| #             | Dátum              | Helyszín                            | Hazai         | Eredmény      | Vendég        | Kiírás                    | Gólok         | Esemény       |
| ------------- | ------------------ | ----------------------------------- | ------------- | ------------- | ------------- | ------------------------- | ------------- | ------------- |
| 1.            | 1999. június 19.   | Bangkok, Racsamangala Stadion (THA) | Új-Zéland     | 0 – 0         | Lengyelország | Thaiföld négy-nemzet kupa | -             | 69'           |
| 2.            | 2001. november 14. | Poznań, Városi Stadion              | Lengyelország | 0 – 0         | Kamerun       | barátságos                | -             | 46'           |
|               | Összesen           |                                     |               | 2             | mérkőzés      |                           | 0             | gól           |